# Adigala
Adigala, Adagalla ou Adi Gala est une ville de l'est de l'Éthiopie située dans la zone Siti de la région Somali. Elle fait partie du woreda Shinile et compte 5 835 habitants en 2007. Elle devient vers 2020 le chef-lieu d'un nouveau district appelé Hadhagala.
Adigala se situe à moins de 800 m d'altitude, environ 150 km au nord-est de Shinile et Dire Dawa par la route,.
Avec 5 835 habitants recensés en 2007, elle est la deuxième agglomération du woreda Shinile.
Plus récemment, elle figure sur une carte de 2020 en tant que centre administratif du woreda Hadhagala.
Elle est desservie par une gare sur la ligne d'Addis-Abeba à Djibouti.